# 林虎彦
林 虎彦（はやし とらひこ、1926年5月18日 - 2023年9月13日）は、日本の実業家であり、饅頭製造機（自動包あん機）の発明者である。レオン自動機名誉会長。台湾出身。

## 経歴

### 生い立ち
1926年、台湾の高雄市で台湾製糖会社の技師長の3男2女の末っ子として生をうける。エンジニアであった彼の父親の部屋には蔵書がたくさん詰まっており、それらを子供の頃から読んでいた。小学校3年生の時にはエンジンの設計図を描き蒸気機関車をつくり、中学1年生の頃にはダイナマイトを作って庭の太い木の根を爆音とともに吹き飛ばすなど、幼い頃から神童と呼ばれていた。   

### 太平洋戦争、第二次世界大戦
1941年、太平洋戦争勃発。同時期、姉の春江、母の久子が相次いで結核で亡くなる。同じく虎彦も17歳の時に血痰を吐いて発病。結核療養所から兵役についたが、病状は進行していき、ついに隊を除隊になった。故郷に戻ると、コロニーはすでに廃墟と化しており、長兄と長姉は日本本土に、次兄は特攻隊で戦死（のちに知ることになる）、父親は台湾の山奥に疎開していて、虎彦は孤独な身の上となる。親しくしていた台湾人の家の一間を借り、毎日山を歩き、ハブを捕まえては串刺しにして食べた。体力はみるみる回復し、終戦の頃には村人たちが病に倒れた時に相談にやってくる、仙人のような状態になっていた。

### 本土引き上げ
昭和21年3月、引き揚げ船に乗って日本にやってきた。まず佐賀に上陸し、その後博多へ。進駐軍の病院の掃除夫の職を得るが、のちにチョコレートや砂糖、毛布などを闇市で売りさばくヤミ屋業も始める。半年ほどの間に2万円ほど稼いだ。福岡県庁民生課に出向き、「金はあるから土地を貸してくれ。家はオレが建てる」と持ちかけたが失敗。そんな時、ヤミ屋の仲間に福井でどぶろく（酒）を作って一儲けしようと声をかけられる。しかし、冬の豪雪にて小屋に閉じ込められた際、作った酒を自分たちで全て飲み干してしまう。資金も食料も底をつき、ついに喧嘩が始まった。怒号が飛び交う小屋を、虎彦は後にした。

### 二度目の発病
叔母を頼って石川県金沢市を目指した。叔母の家に居候しながら魚のブローカーを始めた彼はおもちゃ工場を始めようとするが、その矢先に再び喀血。東尋坊という海岸の村に掘建小屋を建て一人で生活を始めるが、その姿を見かねた村人が彼を金沢の旧陸軍病院に運んだ。風呂に入り、綺麗な寝間着を着て、白いご飯を頬張った虎彦は、生活保護法という法律によって自分が助けられたことを知る。この時彼は税金を払えるような人間になろうと心に誓った。

### 職人の世界へ
1年半の闘病生活を終えた彼は「住み込み募集」という電柱広告を見てパン屋の店員として働く。次々に新商品を提案し店は繁盛したが、店主と喧嘩をして店を飛び出してしまう。無職になった彼は闇市でおはぎと大福もちを見て郷愁の想いに駆られる。その瞬間、「和菓子職人になろう」と決意した。まずは仲買のような商売から始め、工房に出入りするようになり、ひたすら職人を研究。そして親しくしていた九谷焼の窯元の夫人から才能を見出され、和菓子職人の道へ。研究熱心な彼の作る和菓子は好評で、ついに昭和26年に独立。『虎彦』という和菓子屋を金沢市内に開店する（当時26歳）。   

### 和菓子製造の機械化への道
『虎彦』は流行り、職人は20人を超えた。職人たちは朝3時から仕込みを始めて深夜まで作業を続ける。彼はその様子を見ながら「この単純労働を機械化できないか」という研究に没頭していく。彼が研究に熱を捧げるあまり、和菓子屋『虎彦』は急激に傾いていき、ついに昭和20年代の末、総額2000万円を超える負債を出して倒産。虎彦は唯一差し押さえを免れた、鬼怒川にあった倉庫を目指した。

### 虎彦製菓株式会社設立
鬼怒川で彼は「虎彦製菓株式会社」を設立。「鬼怒の清流」という和菓子を考案し、特許も取得。また、のちの仕事上のパートナーとなる加藤久、加藤祐寿（ゆうじ）という鉄砲鍛冶を営む兄弟とこの頃出会い、彼らと共にまんじゅう製造機械製作に没頭した。開発はうまくいかず、同時に虎彦製菓では労働争議が勃発。苦しい時期が続いたがついに1963年11月深夜2時、包あん機第一号、R-3型が完成した。

### レオン自動機株式会社設立
当時のR-3型は1時間に1万2,000個もの饅頭をつくったが、それでは繊細な味は再現できない。虎彦は改良を続け昭和38年、ついに安定した生産を叶えるN101型の開発に成功。製菓事業を老舗の和菓子屋「月ヶ瀬」に従業員ごと売却、借金を返し手元に残った520万円で昭和38年3月15日レオン自動機株式会社を設立。宇都宮郊外に工場兼自宅を建設した。

## 発明
林虎彦は、加工食品の多くが粘性と弾性を持っている流動性物質で形成されていることに気付き、レオロジー（流動学）を研究。独自の研究を重ね、様々な機械を考案した。

### 包あん成形技術
1929年にビンガム博士が唱えた「物質の変形と流動に関する科学」を食品工学としてさらに拡充させた技術。「接線応力」「法線応力」の関係をパターンで表して数値化し、「球面を覆う接線応力」を発生させる曲面体を完成させた。

### 生地延展技術
これまで生地を延展する機械といえば、ローラーを固定して圧力を上からかけるものが主流だった。それをスピードの違うコンベヤーをリレーしながら運ぶことで生地を引っ張って延ばすという新しい技術を完成させた。この技術は製パン業界に多大な恩恵をもたらした。 

## 海外とのつながり
青年時代に第二次世界大戦を経験し、ヤミ屋として生きていた時期、アメリカ兵と交わる中で「国は違っても、人類みな兄弟」という境地に達する。また、幼い頃は台湾在中だったこともあり、海外は身近な存在であった。昭和40年に菓子業界の専門誌が主催した約1ヶ月の研修旅行に参加。世界の民族食は「包む」という作業で作られている。包あん機は世界に通じる、と虎彦はこの時確信する。昭和42年には202型の開発に成功、パンを加工するシーンを8mmに撮影し渡米。アメリカ製パン技術者協会を訪ねこのフィルムを見せた。その動画に驚いた協会は製パン技術者のM.J.スワートフィガーを日本に派遣。約3ヶ月滞在させ、様々なパン製造の実験を行った。彼は包あん機を「インクラスティングマシン」と名付け、研究論文を全米技術者協会の機関紙に発表。虎彦の名は全世界で知られるようになった。

## テレビ出演
- 1983年（昭和58年）3月、テレビ朝日『明日の経営戦略・クロワッサン・ブームの仕掛け人』
- 2002年（平成14年）3月、フジテレビ『情報プレゼンター とくダネ!』の水曜企画「名もなき偉人たち」で社長林虎彦の人生が放映される。
- 2016年（平成28年）3月、テレビ東京『カンブリア宮殿』世界の食を支える…なんでも“包む”魔法の機械！

## 略歴
- 1926年（大正15年）5月18日、台湾の高雄市で台湾精糖会社の技師長の3男として生まれる。
- 1944年（昭和19年）3月、旧制の高雄第一中学を卒業。
- 1945年（昭和20年）戦後、日本に引き上げる。
- 1950年（昭和25年）石川県金沢市で菓子店「株式会社虎彦」を創業。今も同地に伝えられている和菓子「鬼怒の清流」（製法特許）を考案
- 1954年（昭和29年）栃木県藤原町で「虎彦製菓株式会社」を創業。
- 1955年（昭和30年）食品素材などの粘性流体の特性に関する本格的な研究のため栃木県藤原町に「流動工学研究所」を設立。
- 1961年（昭和36年）科学技術庁より「発明実施化補助金」を交付される。
- 1962年（昭和37年）2月、「R－3型」包あん機を発明する。3月、「N式ZG曲面体（包着盤）」を装置した「N15ZG－101型」を制作。
- 1963年（昭和38年）3月15日、栃木県宇都宮市に「レオン自動機株式会社」を設立[1]、代表取締役社長に就任。「流動工学研究所」を解散。
- 1965年（昭和40年）全国発明賞を受賞。
- 1967年（昭和42年）機械振興協会賞を受賞
- 1968年（昭和43年）包あん機による「近代製パン法」を発表。世界的に有名なアメリカの製パン技術者M.J.スワートフィガーを招聘し、3ヶ月に渡り実験を実施、理論を実証する。3月、全国発明賞を受賞。
- 1969年（昭和44年）中小企業センターより全国表彰を受ける。
- 1970年（昭和45年）科学技術庁長官賞を受賞。10月、社団法人栃木県経営者協会理事に就任。
- 1972年（昭和47年）発明功労により栃木県知事表彰を受賞。
- 1974年（昭和49年）5月、レオン・オートマチック・マシナリーGmbH代表取締役就任。11月、紫綬褒章を受章する。
- 1976年（昭和51年）社団法人発明協会より欧米主要諸国に派遣される。約1ヶ月にわたり各国を歴訪する。10月、西ドイツ国立穀物科学研究所で「パイ生地およびパフペストリーの新規な連続方法」を発表
- 1977年（昭和52年）9月、東ドイツ・ポツダム国立穀物科学研究所で「レオロジー工学の実際」を発表する。10月、'77製パン技術会議で「ブレッタータイヒとプルンダータイヒ製造の実際」を発表する。
- 1978年（昭和53年）3月、第54回全米製パン技術者協会年次総会で「ハヤシシステムによるパフペストリーの膨張実験およびその他の応用」を発表する。9月、第5回国際食品科学工学会議において「素材のレオロジー的特性を利用した食品自動成形装置の設計の実例」を発表する。
- 1980年（昭和55年）社団法人発明協会評議議員に就任。
- 1981年（昭和56年）11月、藍綬褒章を受章する。
- 1984年（昭和59年）5月、社団法人日本食品機械工業会会長に就任。
- 1986年（昭和61年）6月、オレンジベーカリー代表取締役会長就任。
- 1987年（昭和62年）7月、全日本食品機械工業厚生年金基金理事長に就任。
- 1988年（昭和63年）5月、通産大臣賞受賞。
- 1989年（平成元年）6月、レオンU.S.A代表取締役会長就任。
- 1994年（平成6年）2月、社団法人全国日本学士会より、産業・科学技術部門でアカデミア賞を受賞。7月、社団法人発明協会より、発明奨励功労賞を受賞。
- 1995年（平成7年）6月、林虎彦の半生を取り上げた「和菓子屋包匠」が金沢市の劇場で4回上演される。
- 1998年（平成10年）6月、社団法人日本食品機械工業会名誉会長に就任。
- 2005年（平成17年）5月、旭日中綬章を受章する。
- 2013年（平成25年）アメリカ製パン業界における長年の顕著な貢献が認められ、ASB（アメリカ製パン協会）から名誉表彰を受け、アジア人で唯一殿堂入りを果たした。
- 2023年（令和5年）9月13日、死去。97歳没。死没日付をもって正五位に叙された[2]。